# Ярошевич, Зинаида Петровна
Зинаида Петровна Ярошевич (род. 1 июля 1940) — оператор машинного доения колхоза «Родина Якуба Коласа» Столбцовского района Минской области, Белорусская ССР. Герой Социалистического Труда (1988).

## Биография
Зинаида Ярошевич родилась 1 июня 1940 года в селе Андруши Минской области. Начала работать в полеводческой бригаде по окончании школы, а с 1959 стала бригадиром льноводческого звена.
В 1962 году поступает на работу оператором машинного доения молочно-товарной фермы «Погорелое». Зина поступила в Сельскохозяйственный техникум. Указом Президиума Верховного Совета СССР от 17 августа 1988 года за выдающиеся успехи, достигнутые в развитии сельского хозяйства, выдающиеся трудовые успехи удостоена звания Героя Социалистического Труда с вручением ордена Ленина и золотой медали «Серп и Молот».
Избрана заведующей фермы «Погорелое» колхоза «Родина Якуба Коласа» в 1990 году, где и работает по нынешнее время.
Награждена 2 орденами Ленина, Орденом Трудового Красного Знамени, орденом Знак Почёта и рядом медалей.